# Stäpprosettmossa
Stäpprosettmossa (Riccia ciliifera) är en levermossart som beskrevs av Johann Bernhard Wilhelm Lindenberg. Stäpprosettmossa ingår i släktet rosettmossor, och familjen Ricciaceae. Enligt den svenska rödlistan är arten starkt hotad i Sverige. Arten förekommer på Gotland och Öland. Artens livsmiljö är jordbrukslandskap.